# 旌德站
旌德站位于中华人民共和国安徽省宣城市旌德县旌阳镇，是合福客运专线上的高铁站，于2015年6月28日启用营运，现由上海铁路局芜湖车务段管辖。

## 車站周邊
- 中国邮政储蓄银行旌德城西邮政储蓄所
- 旌德县交通局
- 宣城旌德城西大浴场住宿
- 旌德县税务局
- 旌德县职业教育中心
- 旌德第二中学
- 中国农业发展银行旌德支行
- 旌德县人口计生委
- 旌德县烟草专卖局
- 旌德县卫生局
- 新家园宾馆
- 中国人民银行旌德县支行
- 安徽省旌德县公路运输管理所
- 福池宾馆
- 有贤时尚商务酒店
- 旌德客运总站
- 旌德县法院
- 中国太平洋保险(集团)股份有限公司旌德营销服务部

## 歷史
- 2015年6月28日通车启用。[5]

## 外部連結
- 中国铁路客户服务中心 （页面存档备份，存于）